# Carly Schroeder
Carly Brook Schroeder est une actrice américaine née le 18 octobre 1990 à Valparaiso, Indiana (États-Unis). Elle est connue pour avoir joué Melina dans Lizzie McGuire.

## Filmographie
- 1997 : Port Charles (série télévisée) : Serena Baldwin (1997-2003)
- 1998 : Babe, le cochon dans la ville (Babe: Pig in the City) de George Miller : voix additionnelles
- 1999 : Toy Story 2 : Additional Voices (voix)
- 2000 : Growing Up Brady (en), de Richard A. Colla (TV) : Susan Olsen
- 2001 : Web Girl (série télévisée) : Jennifer Collins
- 2001 : Dawson (série télévisée) : Molly Sey
- 2003 : Lizzie McGuire, le film (The Lizzie McGuire Movie) : Melina Bianco
- 2004 : Mean Creek : Millie
- 2005 : We All Fall Down : Charity
- 2005 : Cold case (série télévisée): Brandi Beaudry '90
- 2006 : Firewall : Sarah Stanfield
- 2007 : Gracie : Gracie Bowen
- 2007 : Terreur dans la savane (Prey) : Jessica Newman
- 2007 : Alyssa et les Dauphins : Alyssa
- 2008 : Ghost Whisperer (saison 3 épisode 13) (ange gardien) (série télévisée) : Lisa Benzing
- 2009 : Bobby, seul contre tous (Prayers for Bobby) (TV) : Joy Griffith